# Стричићи
Стричићи су насељено мјесто и сједиште мјесне заједнице на подручју града Бање Луке, Република Српска, БиХ.

## Географски положај
Стричићи се налазе на крајњем југу и југозападу подручја града Бање Луке, на граници са општинама Мркоњић Град и Рибник. То је дио подручја некадашње средњовјековне босанске жупе Земљаник, односно турске нахије Змијање на планини Мањачи. Овој мјесној заједници припадају насељена мјеста: Стричићи, Дујаковци, Локвари и Лусићи.

## Култура и образовање
У Стричићима се налази родна кућа познатог српског књижевника Петра Кочића и парохијски Храм Успења Пресвете Богородице, подигнут 1900. године.
Овдје се сваке године одржава традиционална манифестација Кочићев збор у склопу које се, између осталог, додјељује награда Кочићева књига и одржава традиционална борба бикова.

## Становништво
|             | 2013.        | 1991.        | 1981.        | 1971.        |
| Укупно      | 209 (100,0%) | 464 (100,0%) | 648 (100,0%) | 747 (100,0%) |
| Срби        | 209 (100,0%) | 458 (98,71%) | 586 (90,43%) | 728 (97,46%) |
| Југословени | –            | 6 (1,293%)   | 59 (9,105%)  | 11 (1,473%)  |
| Остали      | –            | –            | 3 (0,463%)   | 7 (0,937%)   |
| Хрвати      | –            | –            | –            | 1 (0,134%)   |

| Демографија | Демографија | Демографија |
| Година      | Становника  | Становника  |
| ----------- | ----------- | ----------- |
| 1948.       | 2.623       |             |
| 1961.       | 741         |             |
| 1971.       | 747         |             |
| 1981.       | 648         |             |
| 1991.       | 463         |             |

## Знамените личности
- Петар Кочић, српски књижевник